# Idioma tongwe-bende
El tongwe (Sitongwe) y el bende (Sibende) constituyen una división de las lenguas bantúes, codificada como F.10 en la clasificación de Guthrie. De acuerdo con Nurse y Philippson (2003), juntos forman una unidad filogenética válida. De hecho, tienen un 90% de similitud léxica, por lo que podrían considerarse como dialectos de la misma lengua.